# 全国中学生天文奥林匹克竞赛
全国中学生天文奥林匹克竞赛（Chinese National Astronomy Olympiad，CNAO），在中国国内通常简称“天文奥赛”，是由中国天文学会主办，北京天文馆承办，获得中国天文学会普及工作委员会、《天文爱好者》杂志、北京师范大学天文系等单位的支持，面向全国中学生（初中、高中、中专、职高）的课外天文学科竞赛活动。天文奥赛起源于2002年的“中学生天文知识通讯赛”，2003年更名“全国中学生天文奥林匹克竞赛”。2019年起成为教育部认可的全国性竞赛活动之一，并改名全国中学生天文知识竞赛。

## 概述
竞赛主要考察和测验中学生天文科学知识的储备和实践能力。全国中学生天文奥林匹克竞赛分预赛和决赛两个阶段，预赛通常在每年的3月份举行，决赛在每年的4月或5月举行，决赛结束后在获奖选手中选拔人员组成国家集训队，参加国际天文奥林匹克、國際天文與天體物理奥林匹克和亚太地区天文奥林匹克竞赛。

## 宗旨
1、 通过竞赛增进考生对天文知识的了解和对天文学思考问题方法的体验，提高考生对天文学的兴趣，逐步推动天文学在中小学的教育和普及。
2、 发掘国内中小学生中的天文爱好者，并为国内天文人才的培养和高校天文专业的招生提供参考。
3、 为组队参加国际天文奥林匹克竞赛提供合适的人选。 

## 竞赛内容
主要考察对最新天文发现和近期天象的了解，对基本天文常识和概念的理解及应用，以及实际的天文观测经验。
预赛形式为笔试，决赛则包括笔试和观测考试。

## 历届地点
| 届数   | 年份   | 地点               |
| ------ | ------ | ------------------ |
| 第1届  | 2002年 | 通讯赛             |
| 第2届  | 2003年 | 北京               |
| 第3届  | 2004年 | 北京               |
| 第4届  | 2005年 | 北京               |
| 第5届  | 2006年 | 北京               |
| 第6届  | 2007年 | 厦门               |
| 第7届  | 2008年 | 杭州               |
| 第8届  | 2009年 | 广州               |
| 第9届  | 2010年 | 固原               |
| 第10届 | 2011年 | 北京               |
| 第11届 | 2012年 | 乌鲁木齐           |
| 第12届 | 2013年 | 昆明               |
| 第13届 | 2014年 | 北京               |
| 第14届 | 2015年 | 威海               |
| 第15届 | 2016年 | 太原               |
| 第16届 | 2017年 | 伊宁               |
| 第17届 | 2018年 | 绍兴               |
| 第18届 | 2019年 | 平塘               |
| 第19届 | 2020年 | 廊坊               |
| 第20届 | 2022年 | 因新冠疫情在线举办 |
| 第21届 | 2023年 | 天津               |
| 第22届 | 2024年 | 北京               |
| 第23届 | 2025年 | 汕头（待定）       |